# Muscicapa boehmi
El papamoscas de Böhm (Muscicapa boehmi) es una especie de ave paseriforme de la familia Muscicapidae propia del sur de África central y la región de los Grandes Lagos de África. Su nombre conmemora al zoólogo alemán Richard Böhm.

## Distribución y hábitat
Se encuentra en Angola, el sur de la República Democrática del Congo, Malaui, Tanzania y Zambia. Su hábitat natural son las sabanas. 